# Raaso
Raaso – miejscowość w Etiopii, w kyllylu Somali. Zamieszkana głównie przez klan Shikal.